# Małołącka Przełęcz
Małołącka Przełęcz – znajdująca się na wysokości 1924 m n.p.m. przełęcz w Czerwonych Wierchach w Tatrach Zachodnich. Leży ona w głównym grzbiecie Tatr, pomiędzy Kopą Kondracką (2005 m) i Małołączniakiem (2096 m). Przez szczyty te i przełęcz biegnie granica polsko-słowacka. Południowe zbocza przełęczy (po słowackiej stronie) należą do Dolinki Rozpadłej, będącej odgałęzieniem Doliny Cichej. Po północnej, polskiej stronie zbocza spod przełęczy opadają do cyrku lodowcowego Wyżniej Świstówki Małołąckiej w górnej części Doliny Małej Łąki.
Małołącka Przełęcz to szerokie siodło o łagodnych zboczach. Rejon przełęczy porośnięty jest niską murawą, tworzoną głównie przez boimkę dwurzędową i kosmatkę brunatną. Towarzyszy im żyworodna wiechlina alpejska. Na przełęczy i zboczach sąsiednich gór znajdują się stanowiska rzadkiej i pięknej rośliny tatrzańskiej – pełnika siedmiogrodzkiego. Tutaj tworzy on w wilgotniejszych miejscach duże kępy, a nawet całe łany. Prócz niego licznie zakwitają tutaj różne gatunki goryczek, zawilec narcyzowy, omieg kozłowiec. Z rzadkich roślin występują babka górska, turzyca czarna i sybaldia rozesłana – gatunki w Polsce występujące tylko w Tatrach i to na nielicznych stanowiskach.
Z przełęczy rozległe widoki. Dawniej na Małołącką Przełęcz z Doliny Małej Łąki prowadził znakowany szlak turystyczny.

## Szlaki turystyczne
– czerwony szlak z Doliny Kościeliskiej przebiegający grzbietem Czerwonych Wierchów, a dalej na Kasprowy Wierch i Świnicę. Czas przejścia z Ciemniaka na Kopę Kondracką: 1:05 h, z powrotem 1:15 h.

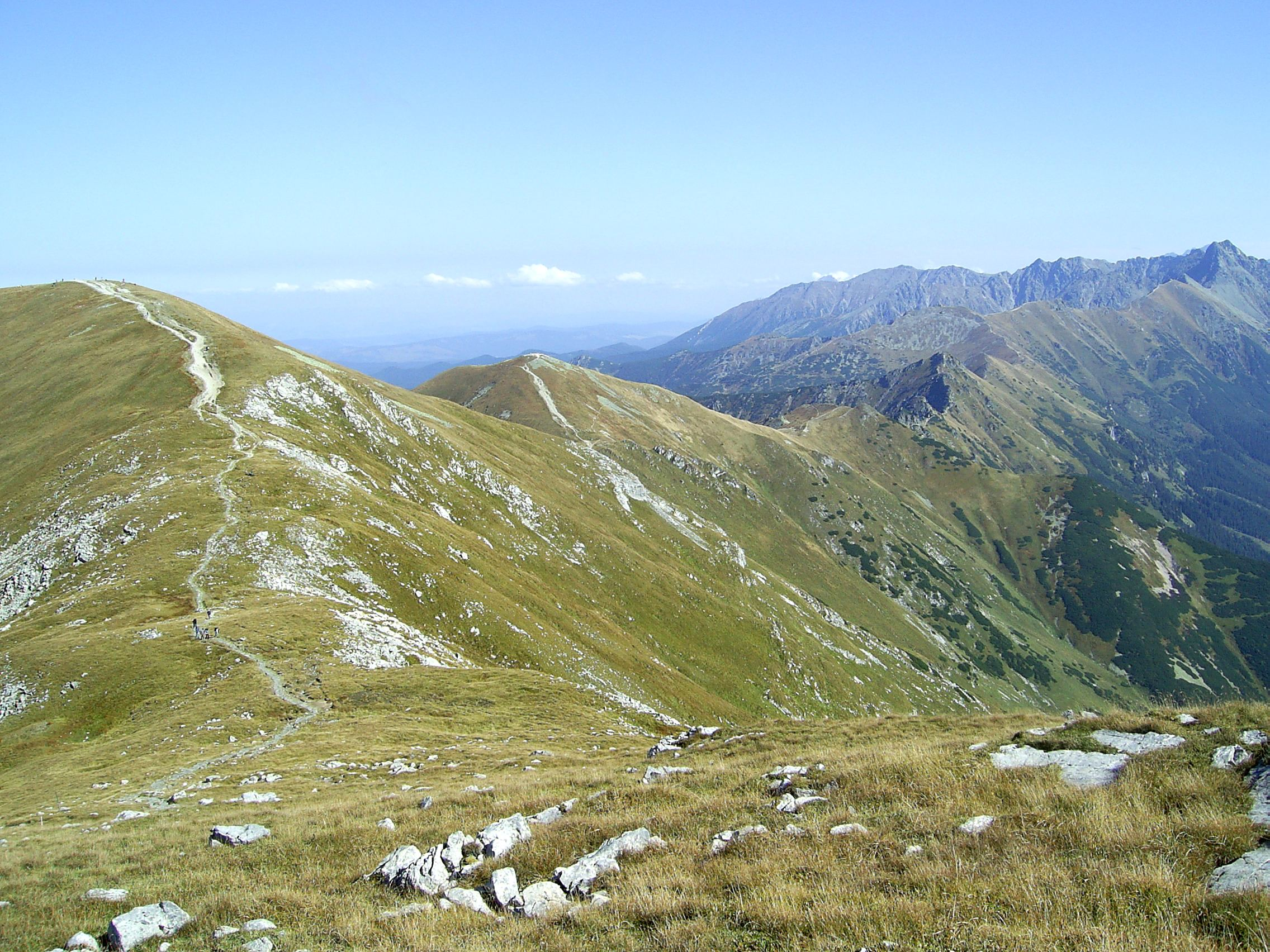
Od lewej: Małołączniak, Małołącka Przełęcz, Kopa Kondracka i grań główna Tatr